# 보잉 757
보잉 757(영어: Boeing 757)은 미국 보잉에서 3발기인 보잉 727을 대체하기 위해 개발한 협동체형 쌍발 제트 여객기이다. 보잉 727에 비해 엔진의 개수가 줄어들어 상대적으로 연비가 향상되었으나 보잉 727이 이륙 및 착륙하는 지방 공항에서도 이륙 및 착륙이 가능하게 엔진 출력을 높였기 때문에 타 쌍발기들에 비해서는 상대적으로 연비가 좋지 않으며, 좌석 폭이 좁은 협동체(1열 통로) 항공기라 선호도가 떨어져 일찍 단종되었다. 현재는 아이슬란드 항공, 델타 항공, UPS 항공 등이 운항 중이다.
주로 델타 항공을 비롯한 미국 항공사들 위주로 많이 팔렸다. 미국 내 국내선 등 중거리 노선에 투입하기 위해 많이 도입하였으며, 항속거리를 늘려서 대륙 횡단이 가능한 기종과 화물기도 있다.
대한민국 국적사들은 이 기종을 운용하지 않았다. 아시아나항공이 보잉 757-200을 주문하였으나, 1993년에 여객기가 추락하는 사건이 발생하여 주문을 취소하고 다른 항공기로 대체하였다. 동북아시아권에서는 중국, 대만 등의 몇몇 항공사들이 이 기종을 운용했다.

## 모델

### 보잉 757-100
보잉 727-200을 대체하기 위해 기존 모델보다 길이가 짧은 150석 표준형으로 설계했으나, 항공사로부터 수주를 얻지 못해 개발이 취소되었다.

### 보잉 757-200
보잉 757 기종의 최초로 개발된 표준형으로, 913대를 생산했다. 2005년 4월 26일 상하이 항공에 인도된 것을 마지막으로 단종되었다.

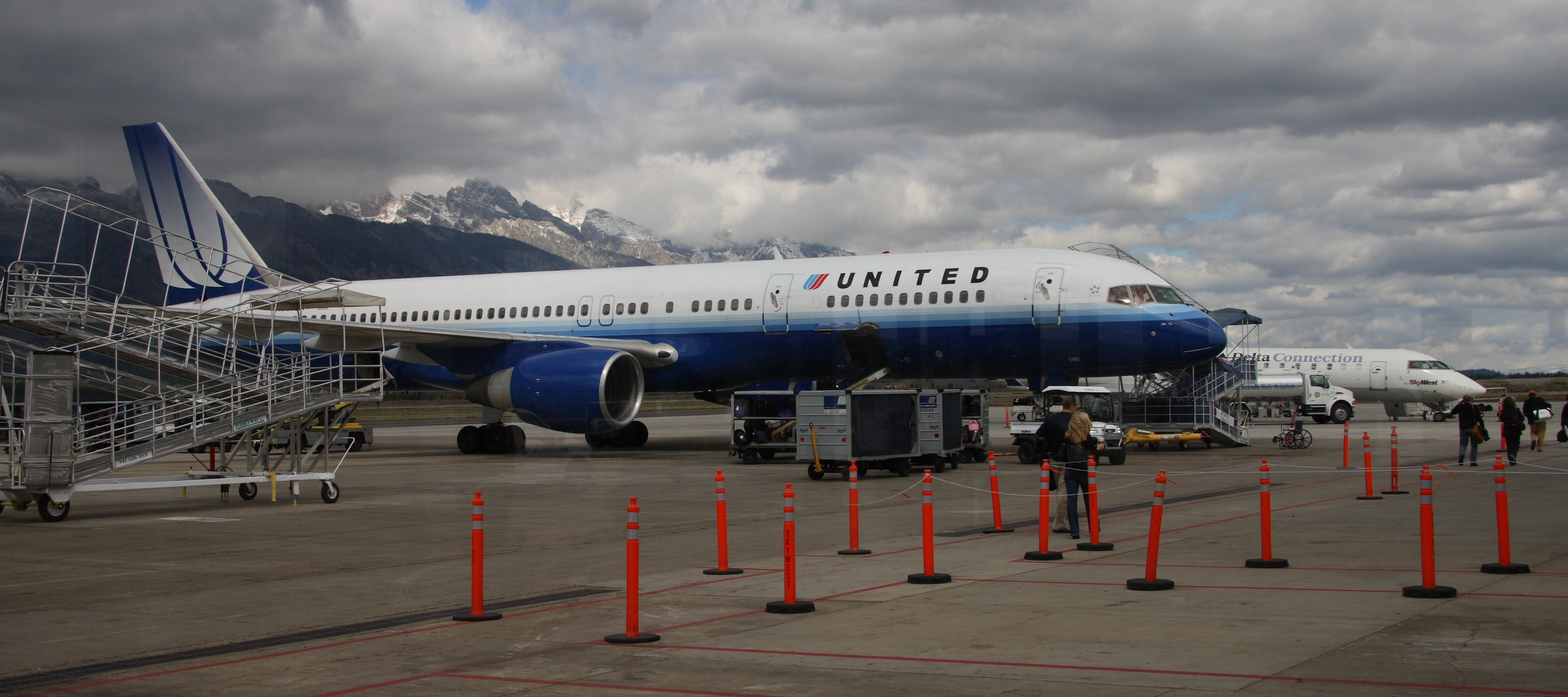
유나이티드 항공의 보잉 757-200 (퇴역)
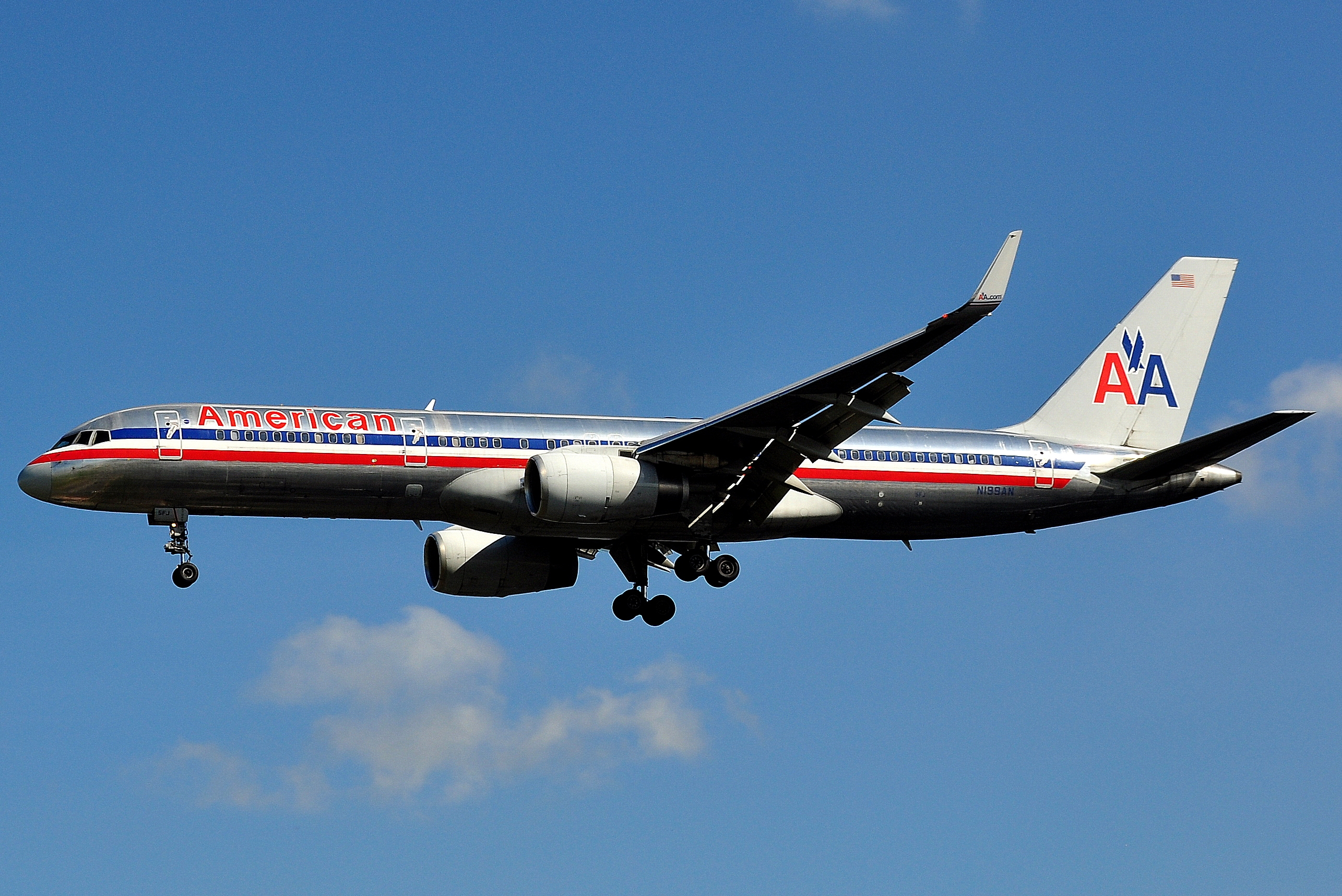
아메리칸 항공의 보잉 757-200 (퇴역)
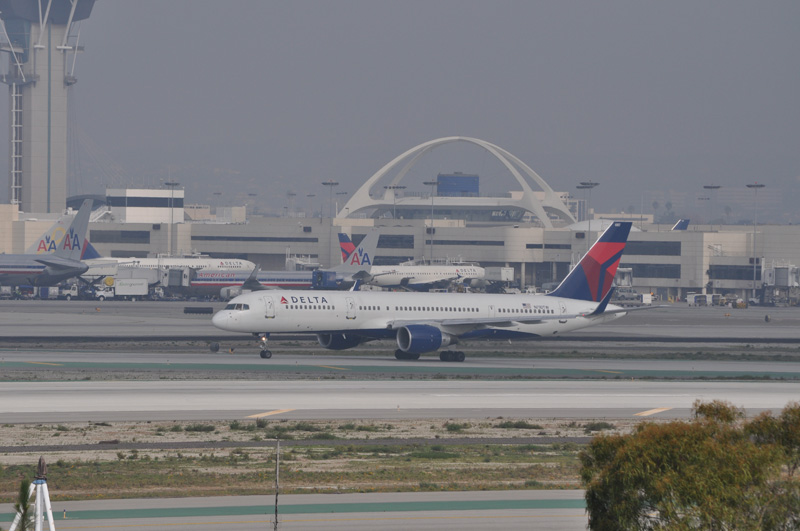
델타 항공의 보잉 757-200 (퇴역)

### 보잉 757-200M
757-200의 여객기와 화물기 혼합 유형으로 문 배치는 표준형 757-200 형식을 기반으로 하고 맨 앞부분과 주익 전방 유형 A문 사이에 757-200PF뿐만 아니라 화물 문을 설치 하지만 이 화물 문에 창이 있다. 객실은 150명의 승객을 태운 상태에서 3개의 화물 컨테이너 탑재가 가능하다. 유일하게 네팔 항공만 이 기종을 도입했다. 현재는 모두 퇴역했다.

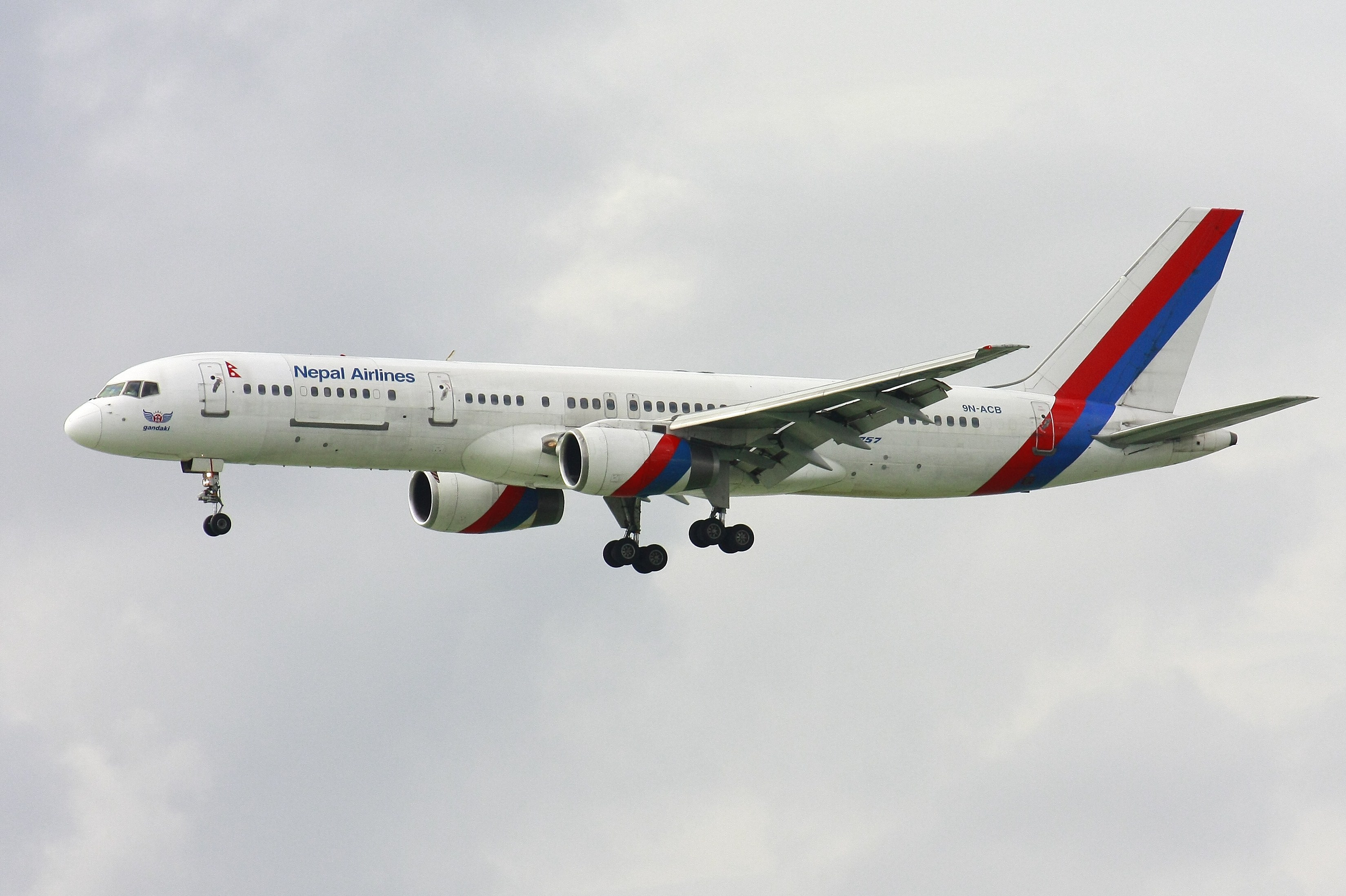
네팔 항공의 보잉 757-200M (퇴역)

### 보잉 757-200PF
757-200 화물 전용기 유형으로 1985년에 UPS 항공에서 최초로 주문했다. PF는 "Package Freighter" 줄인 말로 객실 창문이 존재하지 않고 동체 전방 왼쪽 측면에 화물 문을 설치 했으며 다른 조종사의 출입에 작은 문이 있다.

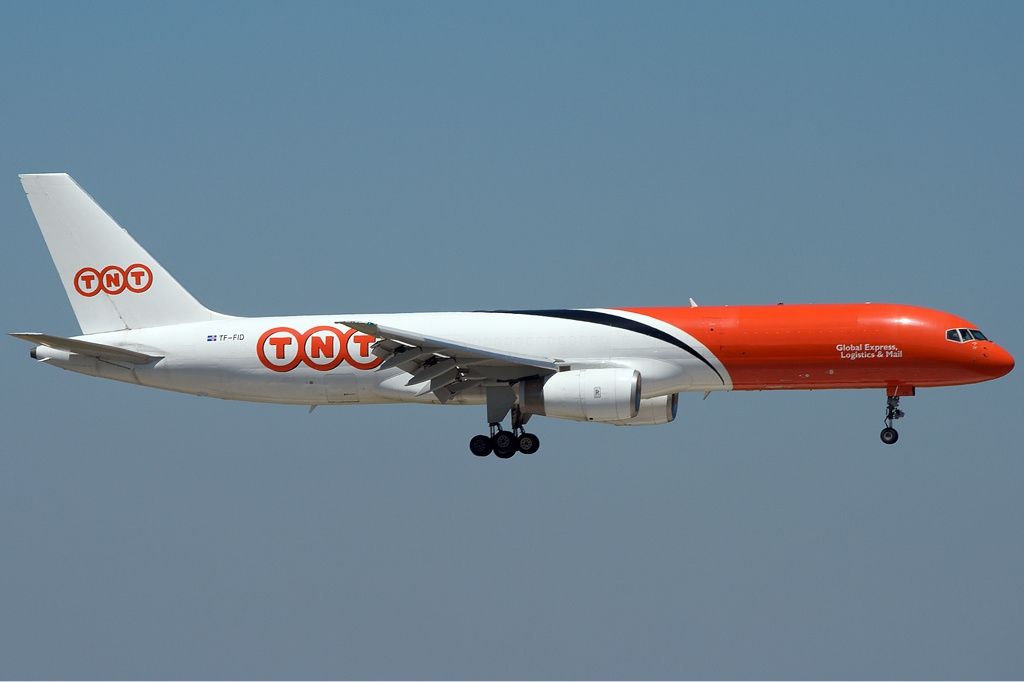
ASL 항공 벨기에의 보잉 757-200PF
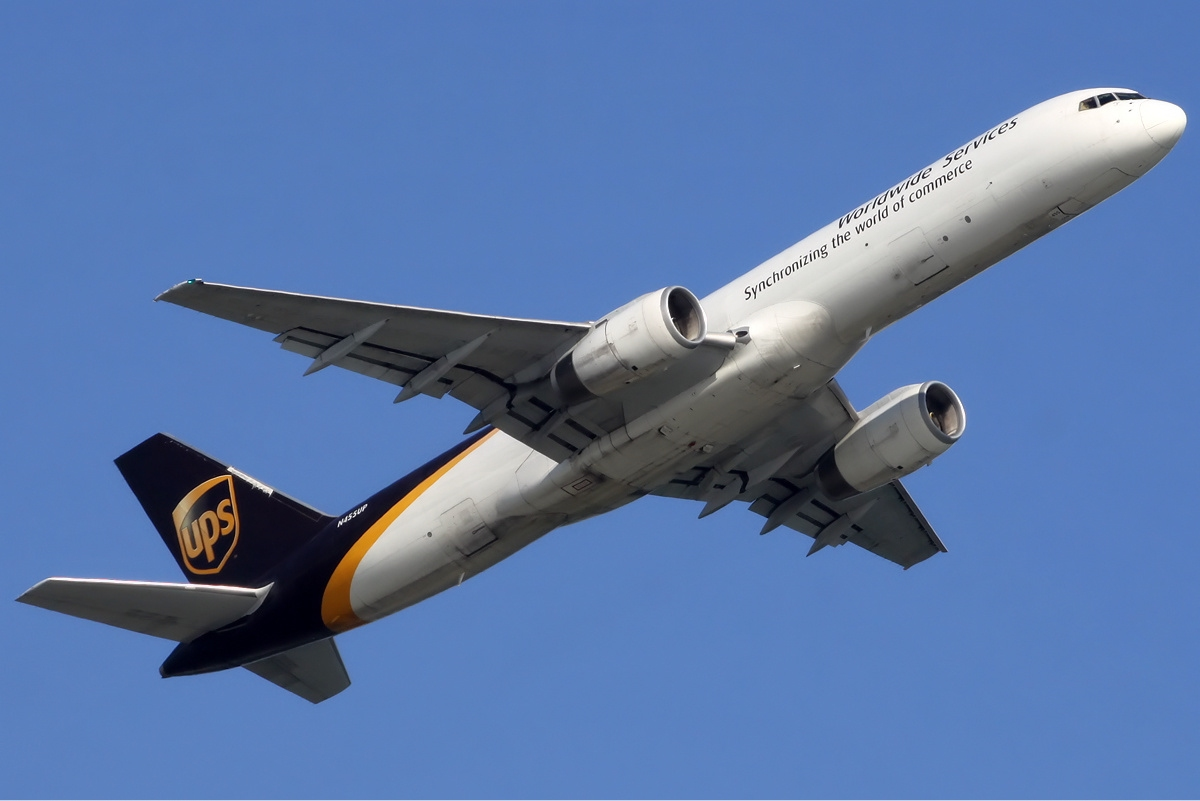
UPS 항공의 보잉 757-200PF
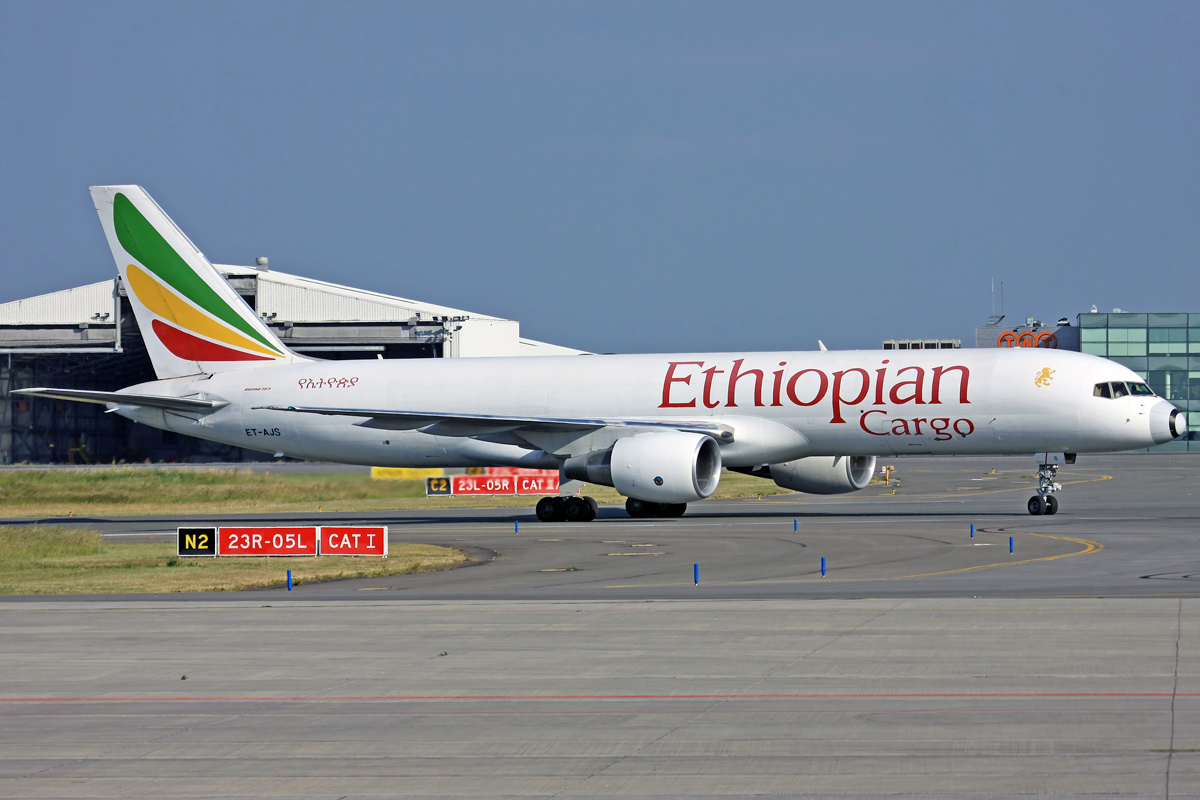
에티오피아 카고의 보잉 757-200PF (퇴역)
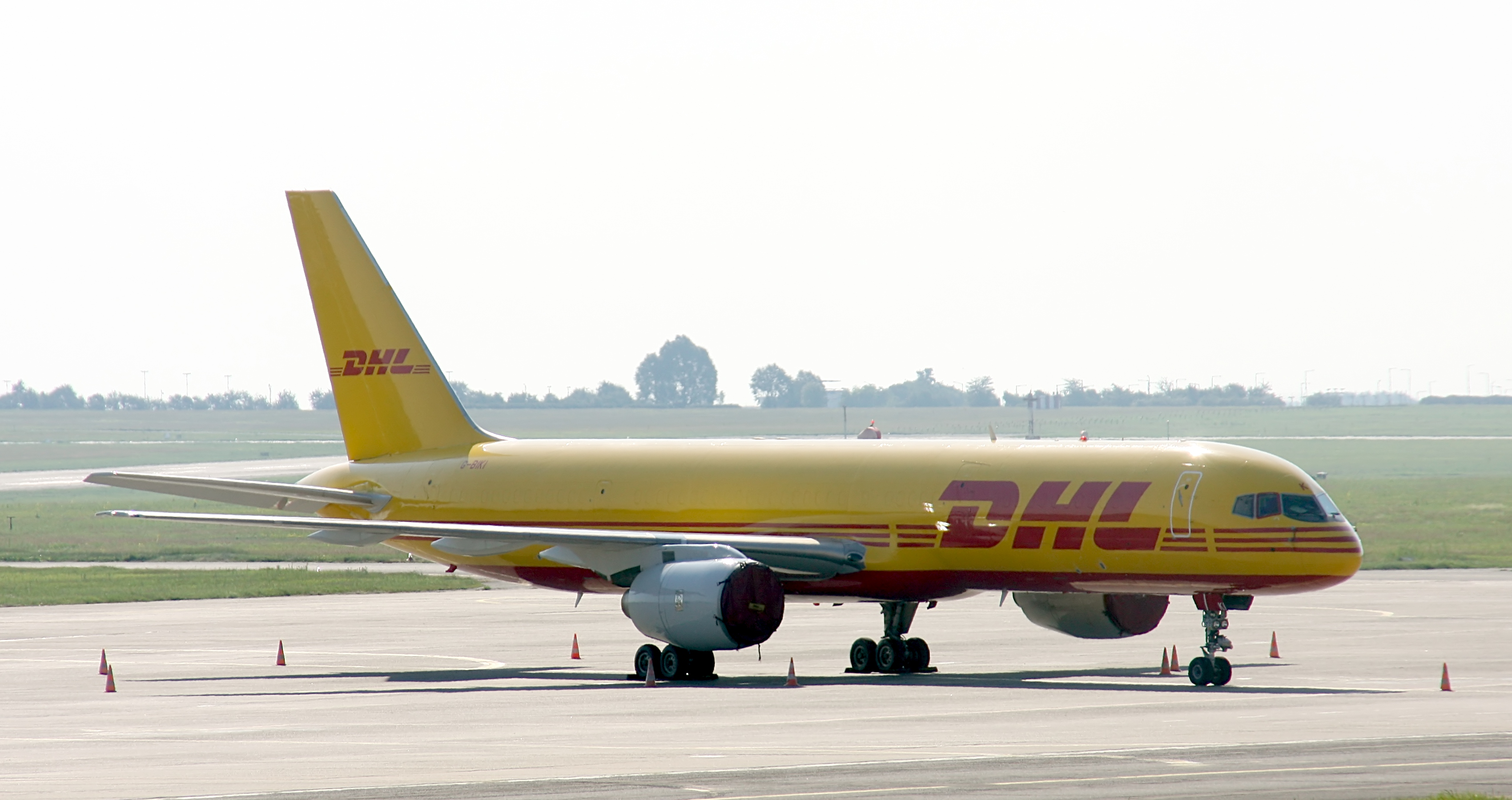
DHL 에어 UK의 보잉 757-200SF
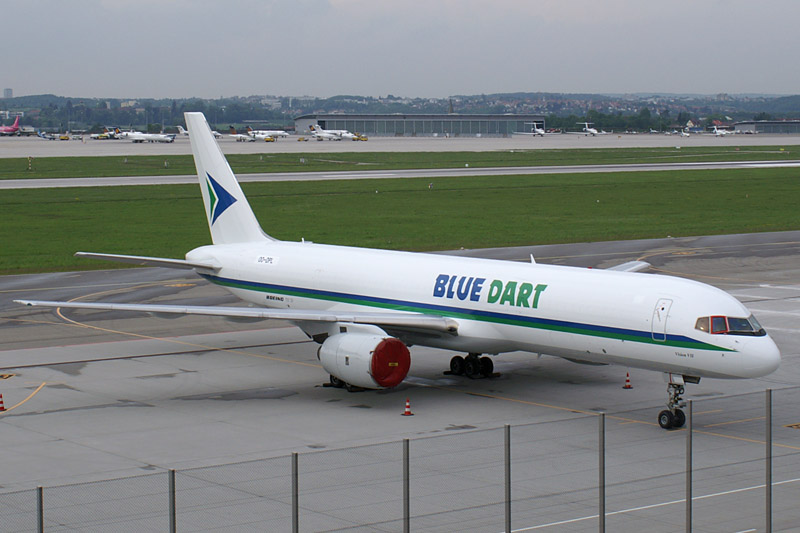
블루다트 항공의 보잉 757-200SF

### 보잉 757-300
757-200의 동체를 7.11m 연장한 기체로 협동체 쌍발기 중 제일 규모가 크다. 꼬리부분에 테일 스키드가 장착되어 있으며, 무게가 증가함에 따라 주 날개와 기어를 보호하기 위해 주변부에 한해 동체 구조가 강화되어 있다. 총 55대가 생산되었으며, 보잉 757-200과 함께 단종되었다.

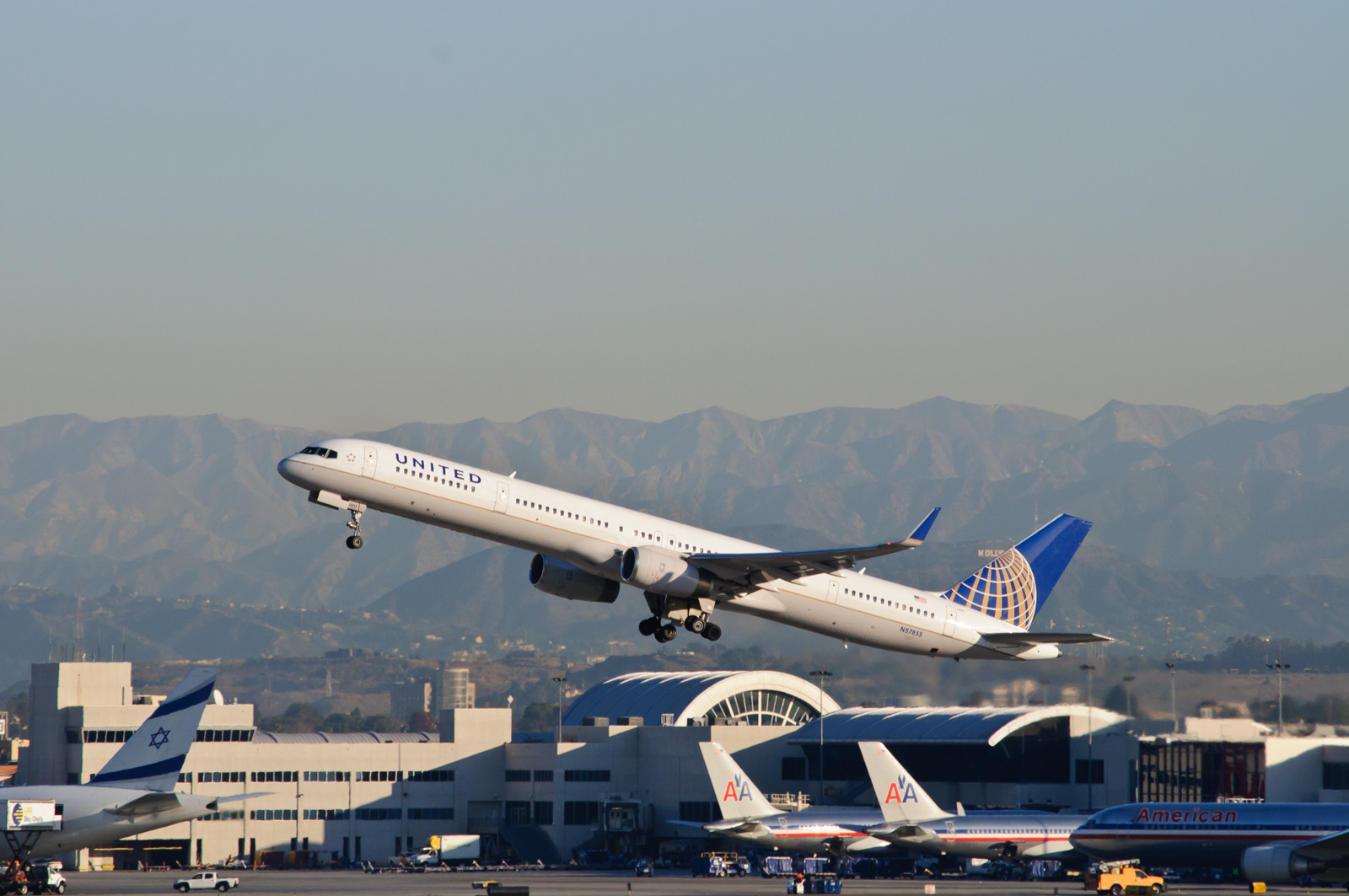
유나이티드 항공의 보잉 757-300
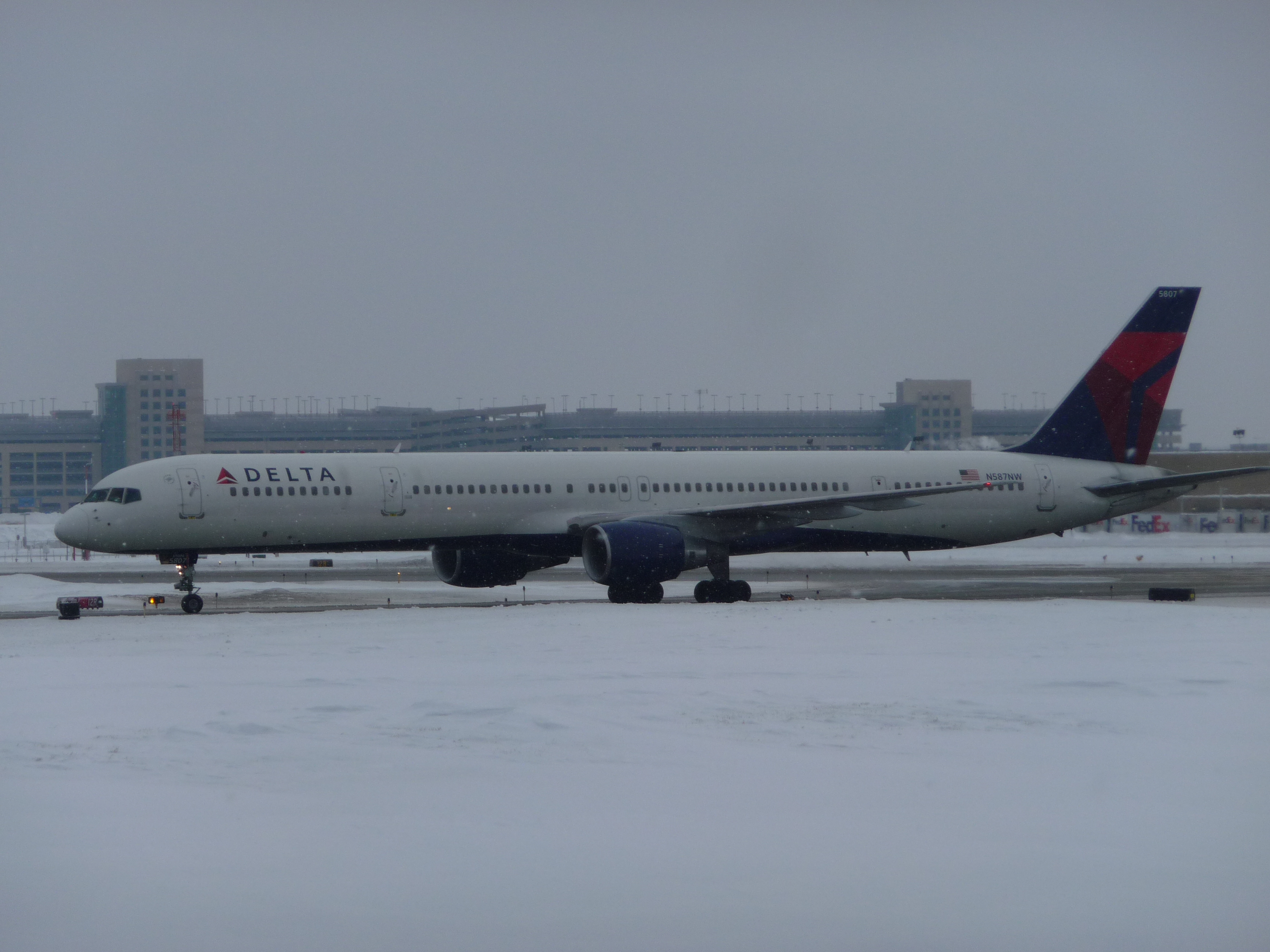
델타 항공의 보잉 757-300
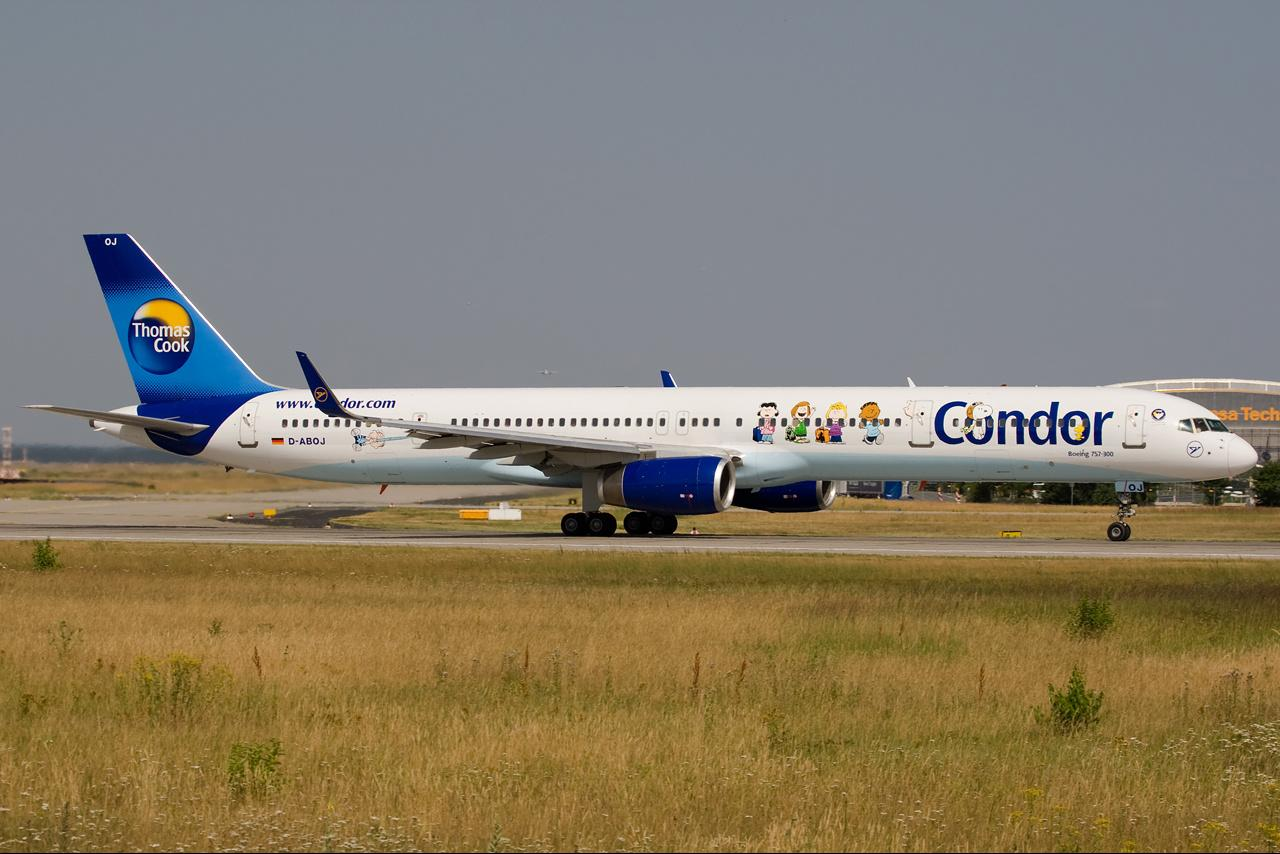
콘도르의 보잉 757-300

## 보유 항공사
| - 델타 항공 - 유나이티드 항공 - 콘도르 항공 - 선데이 항공 - 아이슬란드 항공 |

| - UPS 항공 - 블루다트 항공 - 중국국제항공 카고 - 페덱스 익스프레스 - 아비아스타-TU - YTO 카고 항공 - SF 항공 - DHL 항공 |

## 이전 보유 항공사
| - 노스웨스트 항공 - 내셔널 항공 - 네팔 항공 - 로얄 브루나이 항공 - 상하이 항공 - 세부 퍼시픽 - 싱가포르 항공 - 에티오피아 항공 - 영국항공 - 오리엔트 타이 항공 - 원동항공 - 유테이르 항공 | - 이베리아 항공 - 이스턴 항공 - 중국서남항공 - 중국신장항공 - 중국국제항공 - 콘티넨탈 항공 - 트랜스아에로 항공 - 중국남방항공 - 아메리칸 항공 - 라 콤파니 |  |

## 같이 보기
- 에어버스 A310
- 투폴레프 Tu-204
- 에어버스 A321
- 보잉 737-800, 900ER